# Верхне-Караманская волость
Верхне-Караманская во́лость — административно-территориальная единица, входившая в состав Новоузенского уезда Самарской губернии. Образована в 1871 году в границах Верхне-Караманского колонистского округа
Административный центр — село Мангейм (ныне село Мариновка Фёдоровского района Саратовской области).
Население волости составляли преимущественно немцы, лютеране.
В период до установления советской власти волость имела аппарат волостного правления, традиционный для таких административно-территориальных единиц Российской империи.
Волость располагалась на севере Новоузенского уезда, на границе с Николаевским уездом. Согласно карте Новоузенского уезда 1890 года на востоке волость граничила с Миусской волостью, на юго-востоке - с Новотроицкой волостью, на юго-западе - с Семёновской волостью, на западе - с Калужской волостью.
Территория бывшей волости является частью земель Фёдоровского и Марксовского районов Саратовской области (административный центр области — город Саратов).

## Состав волости
| №  | Населённые пункты (хутора с численностью населения ≥ 100 чел.) | Население (1889 год) | Население (1910 год) | Преобладающие национальности, вероисповедания | Современное состояние                      |
| -- | -------------------------------------------------------------- | -------------------- | -------------------- | --------------------------------------------- | ------------------------------------------ |
| 1  | село Мангейм                                                   | 1058                 | 1513                 | немцы, лютеране                               | село Мариновка, Фёдоровский район          |
| 2  | село Зихельберг                                                | 928                  | 1416                 | немцы, лютеране                               | село Серпогорское, Фёдоровский район       |
| 3  | село Мариенбург                                                | 1467                 | 1980                 | немцы, католики                               | не существует                              |
| 4  | село Гнаденфлюр                                                | 706                  | 1046                 | немцы, лютеране                               | село Первомайское, Фёдоровский район       |
| 5  | село Розендамм                                                 | 1189                 | 2042                 | немцы, лютеране                               | село Морцы, Фёдоровский район              |
| 6  | деревня Бобова                                                 | -                    | 728                  | русские, православные и раскольники           | село, Марксовский район                    |
| 7  | хутор Полеводинский                                            | 238                  | 287                  | немцы, лютеране                               | село Полеводино, Фёдоровский район         |
| 8  | хутор Бирючий                                                  | 203                  | 346                  | немцы, лютеране                               | не существует                              |
| 9  | хутор Еланский                                                 | -                    | 235                  | русские, православные и раскольники           | не существует                              |
| 10 | хутор Ней-Цюрих                                                | 187                  | 232                  | немцы, лютеране                               | часть села Первомайское, Фёдоровский район |